# Гарлівілл (Південна Кароліна)
Гарлівілл (англ. Harleyville) — місто (англ. town) в США, в окрузі Дорчестер штату Південна Кароліна. Населення — 666 осіб (2020).

## Географія
Гарлівілл розташований за координатами 33°12′45″ пн. ш. 80°26′52″ зх. д. / 33.21250° пн. ш. 80.44778° зх. д. (33.212623, -80.447831).  За даними Бюро перепису населення США в 2010 році місто мало площу 2,98 км², уся площа — суходіл.

## Демографія
Згідно з переписом 2010 року, у місті мешкало 677 осіб у 274 домогосподарствах у складі 188 родин. Густота населення становила 227 осіб/км².  Було 316 помешкань (106/км²).
Расовий склад населення:
| - 65,3 % — білих - 32,2 % — чорних або афроамериканців - 0,6 % — азіатів - 0,4 % — корінних американців |

До двох чи більше рас належало 1,2 %. Частка іспаномовних становила 1,3 % від усіх жителів.
За віковим діапазоном населення розподілялося таким чином: 27,2 % — особи молодші 18 років, 58,2 % — особи у віці 18—64 років, 14,6 % — особи у віці 65 років та старші. Медіана віку мешканця становила 37,2 року. На 100 осіб жіночої статі у місті припадало 88,1 чоловіків;  на 100 жінок у віці від 18 років та старших — 84,0 чоловіків також старших 18 років.
Середній дохід на одне домашнє господарство  становив 37 447 доларів США (медіана — 29 438), а середній дохід на одну сім'ю — 44 856 доларів (медіана — 33 000). Медіана доходів становила 29 773 долари для чоловіків та 22 273 долари для жінок. За межею бідності перебувало 28,5 % осіб, у тому числі 51,4 % дітей у віці до 18 років та 6,7 % осіб у віці 65 років та старших.
Цивільне працевлаштоване населення становило 196 осіб. Основні галузі зайнятості: освіта, охорона здоров'я та соціальна допомога — 24,0 %, роздрібна торгівля — 13,3 %, виробництво — 11,7 %, мистецтво, розваги та відпочинок — 10,2 %.